# Louis-Camille Fouquet
Pour les articles homonymes, voir Fouquet et Louis Fouquet.
Louis Camille Fouquet, né le 13 janvier 1841 à Rugles dans l'Eure et décédé le 3 décembre 1912 à Paris, est un homme politique français. Il fut conseiller général du canton de Broglie ainsi que député de 1889 à 1910.

## Biographie
Il est le fils de Paul-Philémon Fouquet, député sous le Second Empire. Entré à l'École polytechnique, pour ensuite devenir officier d'artillerie et spécialiste en agronomie, il participe à la Campagne de Metz lors de la guerre de 1870 contre la Prusse, guerre que son père député vota le 16 juillet 1870.
Il quitte l'armée avec le grade de capitaine et partit diriger une fabrique de fils de laiton dans la commune de Rugles.
En 1877, il devint conseiller général de l'Eure pour le canton de Broglie.
Le 4 octobre 1885, il se présente aux élections législatives sur la liste conservatrice de l'Eure. Il est élu député par 43 108 voix sur 86 584 votants et 106 598 inscrits.

## Mandats
- 4 octobre 1885 - 11 novembre 1889 : Eure - Union des Droites
- 22 septembre 1889 - 14 octobre 1893 : Eure - Union des Droites
- 20 août 1893 - 31 mai 1898 : Eure - Union des Droites
- 8 mai 1898 - 31 mai 1902 : Eure - Union des Droites
- 27 avril 1902 - 31 mai 1906 : Eure - Indépendants
- 6 mai 1906 - 31 mai 1910 : Eure - Non inscrit
- 24 avril 1910 - 3 décembre 1912 : Eure - Députés indépendants[1]

## Prises de positions
Inscrit à la Chambre au groupe des indépendants, il se spécialisa dans les questions financières, agricoles et militaires. 
Il a toujours proposé le même programme à ses électeurs : il ne se départit jamais de son anticolonialisme, considérant les expéditions de XIXe siècle comme des « aventures coupables », se montra toujours un fervent partisan du protectionnisme en matière agricole et industrielle. 
Il n'accepta pas la loi du service militaire à deux ans (1905) et vota contre la loi sur le droit d'association.
Il vota également contre la loi du 9 décembre 1905 concernant la séparation des Églises et de l'État.

## Sources
- « Louis-Camille Fouquet », dans Adolphe Robert et Gaston Cougny, Dictionnaire des parlementaires français, Edgar Bourloton, 1889-1891 [détail de l’édition]